# Ernst Günther
Pour les articles homonymes, voir Günther.
Ernst Günther, est un acteur, réalisateur et metteur en scène suédois, né le 3 juin 1933 à Karlskrona (comté de Blekinge) et mort le 8 décembre 1999 à Ingelstorp (sv), village de la commune d'Ystad (comté de Scanie).

## Biographie
Au cinéma, Ernst Günther contribue à trente-sept films suédois (ou en coproduction) sortis entre 1969 et 1996, dont Fanny et Alexandre d'Ingmar Bergman (1982, avec Ewa Fröling et Jan Malmsjö), Le Chemin du serpent de Bo Widerberg (1986, avec Stina Ekblad et Stellan Skarsgård) et Les Meilleures Intentions de Bille August (1992, avec Samuel Fröler et Pernilla August).
À la télévision suédoise, il apparaît dans dix-huit téléfilms (1962-1994) et seize séries (1968-1997), dont Skärgårdsdoktorn (dernière prestation à l'écran, un épisode, 1997).
Toujours pour le petit écran, il est en outre le réalisateur de quatre téléfilms d'origine théâtrale et d'une série (1969-1974).
Au théâtre enfin, Ernst Günther joue notamment au théâtre dramatique royal de Stockholm (Kungliga Dramatiska Teatern en suédois, abrégé Dramaten) dans cinq pièces, depuis Macbett d'Eugène Ionesco (1973, avec Harriet Andersson) jusqu'à Le Nouveau Procès de Peter Weiss (1982).
En ce même lieu, il est également metteur en scène de neuf pièces entre 1974 et 1985, dont une adaptation du roman Les Démons de Fiodor Dostoïevski (1977, avec Jan Malmsjö) et Les Enfants du soleil de Maxime Gorki (1984, avec Anita Björk et Mona Malm) ; notons ici qu'il réalise en 1969 un téléfilm (avec Gertrud Fridh et Keve Hjelm) adapté de cette dernière pièce.

## Filmographie partielle
Sauf indication contraire, les informations mentionnées dans cette section peuvent être confirmées par les bases de données cinématographiques  présentes dans la section « Liens externes ».

### Acteur

#### Cinéma
- 1968 : I huvudet på en gammal gubbe de Per Åhlin et Tage Danielsson (film d'animation) : voix additionnelle
- 1974 : En handfull kärlek de Vilgot Sjöman : Finland
- 1977 : Den allvarsamma leken d'Anja Breien : Jacob Randel
- 1978 : Chez nous de Jan Halldoff (en)
- 1979 : Gå på vattnet om du kan de Stig Björkman : M. Löv
- 1980 : Sverige åt svenskarna de Per Oscarsson : Karl Ragnar
- 1982 : Fanny et Alexandre (Fanny och Alexander) d'Ingmar Bergman : le recteur Magnificus
- 1984 : Mannen från Mallorca de Bo Widerberg : Dahlgren
- 1984 : Åke och hans värld d'Allan Edwall : le révérend
- 1986 : Le Chemin du serpent (Ormens väg på hälle berget) de Bo Widerberg : Ol Karlsa
- 1989 : Voyage à Melonia (Resan till Melonia) de Per Åhlin (film d'animation) : Caliban
- 1990 : Des gens bien (Goda människor) de Stefan Jarl : le père
- 1992 : Bel Été pour Fanny (Änglagård) de Colin Nutley : Gottfrid Pettersson
- 1992 : Les Meilleures Intentions (Den goda viljan) de Bille August : Freddy Paulin
- 1993 : Sista dansen de Colin Nutley : le directeur de l'opéra

#### Télévision
- 1982 : Pelikanen de Vilgot Sjöman (téléfilm) : le père
- 1988 : En far de Bo Widerberg (téléfilm) : le docteur
- 1997 : Skärgårdsdoktorn (série), saison 1, épisode 4 Nya och gamla själar : Victor Wendt

### Réalisateur
Téléfilms, sauf mention contraire
- 1969 : Les Enfants du soleil (Solens barn)
- 1970 : La Cerisaie (Körsbärsträdgården)
- 1973 : Teskedsgumman, (série ; épisodes indéterminés)
- 1973 : Le Revizor (Revisorn)
- 1974 : Bestigningen av Fujijama

## Théâtre au Dramaten (sélection)

### Acteur
- 1973 : Macbett d'Eugène Ionesco : Glamis
- 1973 : Ennemis (Fiender) de Maxime Gorki, mise en scène d'Alf Sjöberg : Mikhaïl Skrobotov
- 1976 : Bingo d'Edward Bond : Ben Jonson
- 1981 : Pâques (Påsk) d'August Strindberg, décors de Marik Vos-Lundh et Lenke Rothman : Lindkvist
- 1982 : Le Nouveau Procès (Nya Processen) de (et mise en scène par) Peter Weiss : le peintre Titorelli

### Metteur en scène
- 1974 : Britannicus de Jean Racine
- 1974 : Erika d'Ursula Krechel
- 1975 : Mariage blanc (Vitt äktenskap) de Tadeusz Różewicz
- 1977 : Les Démons (Onda andar), adaptation du roman éponyme de Fiodor Dostoïevski
- 1981 : Från regnormarnas liv de Per Olov Enquist
- 1984 : Les Enfants du soleil (Solens barn) de Maxime Gorki
- 1985 : La Reine Christine (Kristina) d'August Strindberg